# Чжан Динфа
Чжан Динфа́ (кит. упр. 张定发, пиньинь Zhāng Dìngfā, 8 декабря 1943 — 14 декабря 2006) — китайский адмирал (2004), в 2003—2006 годах командующий ВМС НОАК. Член ЦВС (КПК с 2004, КНР с 2005).
Член КПК с 1964 года, кандидат в члены ЦК КПК 16 созыва.

## Биография
Подводник.
В 1996—2000 годах командующий североморским флотом ВМС НОАК.
В 2000—2002 годах заместитель командующего ВМС НОАК.
В 2002—2003 годах президент Академии военных наук НОАК.
С июня 2003 года по август 2006 года командующий ВМС НОАК.
Отмечали, что он получил это назначение после самой большой потери подводного флота ВМС НОАК — дизель-электрической подлодки Ming III в 2003 году в Жёлтом море (см. Аварии на подводных лодках (с 1945 года)), за чем последовала отставка предыдущего командующего.
Адмирал Чжан возглавлял программу модернизации подводного флота НОАК.
Умер от рака лёгких. «Закаленный солдат-коммунист, отличный военный командир НОАК, замечательный руководитель модернизации ВМС НОАК», — отмечалось о нём в сообщении «Синьхуа».
Похоронен на революционном кладбище Бабаошань в Пекине. В последний путь его провожали Ху Цзиньтао, Цзэн Цинхун и др..
Адмирал (сентябрь 2004), вице-адмирал (июль 1998), контр-адмирал (июнь 1991), полковник ВМФ (1988).
В «The Epoch Times» отмечалась его близость к Цзян Цзэминю.